# لوكاس سانتوس
لوكاس سانتوس ممثل برازيلي ولد في 29 ديسمبر 2000 في ساو باولو، البرازيل بدأ مشواره الفني عام 2012 .